# Kurt Adamy
Kurt Adamy (* 1. März 1932 in Altwasser (Kreis Sorau); † 28. August 2007 in Potsdam) war ein deutscher Historiker und Hochschullehrer.

## Leben und Wirken
Adamy studierte von 1951 bis 1956 Geschichtswissenschaft an der Universität Halle-Wittenberg. Anschließend wirkte er als Lehrer an der Erweiterten Oberschule in Eisleben. 1969 wurde an der Pädagogischen Hochschule Potsdam mit einer Arbeit über Wilhelm Liebknecht zum Dr. phil. promoviert, im Jahr 1980 folgte die Promotion zum Dr. sc. phil.
Im Fachbereich Geschichte lehrte Adamy ab 1960 an der Pädagogischen Hochschule Potsdam (1991 integriert in die Universität Potsdam) bis zum Eintritt in den Ruhestand im Jahr 1997. Dort wirkte er von 1960 bis 1981 als wissenschaftlicher Mitarbeiter und danach als Hochschuldozent für Neuere Geschichte und Landesgeschichte. Zudem war er von 1980 bis 1987 stellvertretender Direktor der Sektion Germanistik/Geschichte/Musikerziehung. Schwerpunkte seiner Arbeit waren die deutsche Geschichte des 19. Jahrhunderts, die Geschichte der deutschen Sozialdemokratie sowie die brandenburgische Landes- und Lokalgeschichte.
Adamy war 1996 Gründungsmitglied und zeitlebens Mitglied der Brandenburgischen Historischen Kommission. Außerdem war er von 2000 bis 2001 Mitglied der Landesgeschichtlichen Vereinigung für die Mark Brandenburg.
Kurt Adamy starb am 28. August 2007 in Potsdam und wurde dort auf dem Neuen Friedhof beerdigt.

## Schriften (Auswahl)
- Der antimilitaristische Kampf Wilhelm Liebknechts gegen den preußisch-deutschen Militärstaat. 1870/71–1890. Phil. Diss., Potsdam 1969.
- als Hrsg.: Was bleibt, ist Hoffnung. Eine Briefdokumentation aus Brandenburger Konzentrationslagern, Zuchthäusern und Gefängnissen der NS-Zeit 1933–1945. Brandenburgische Landeszentrale für Politische Bildung, Potsdam 1994.
- Die preußische Provinz Brandenburg im Deutschen Reich (1871 bis 1918). In: Ingo Materna, Wolfgang Ribbe (Hrsg.): Brandenburgische Geschichte. Akademie Verlag, Berlin 1995, ISBN 3-05-002508-5, S. 503–560.
- als Hrsg. mit Kristina Hübener: Adel und Staatsverwaltung in Brandenburg im 19. und 20. Jahrhundert. Analyse und historischer Vergleich (= Potsdamer Historische Studien, Bd. 2), Akademie-Verlag, Berlin 1996, ISBN 3-05-002825-4.
- als Hrsg. mit Kristina Hübener, Marko Leps: Königs Wusterhausen. Eine illustrierte Orts- und Stadtgeschichte von den Anfängen bis in die Gegenwart, Arenhövel, Berlin 1998, ISBN 3-922912-40-0.
- als Hrsg. mit Kristina Hübener: Kleine Geschichte des Brandenburgischen Landtages (= Schriftenreihe der Brandenburgischen Landeszentrale für politische Bildung), Potsdam 1999, ISBN 3-932502-20-5.
- als Hrsg. mit Kristina Hübener: Geschichte der brandenburgischen Landtage. Von den Anfängen 1823 bis in die Gegenwart (= Brandenburgische Historische Studien, Bd. 3), Verlag für Berlin-Brandenburg, Potsdam 1998, ISBN 3-930850-71-0.